# Híradó
Híradó – główny program informacyjny MTVA, nadawany na I i II kanale w czasach Węgierskiej Republiki Ludowej i obecnie. W latach komunizmu był głównym ośrodkiem propagandy władz, mogącym oddziaływać na całe społeczeństwo, dzisiaj jest jednym z największych serwisów informacyjnych MTVA. Główne wydanie rozpoczyna się o 19:30 w M1.

## Historia
Pierwszym redaktorem i twórcą Híradó w 1957 roku była (Rózsa) József Matúz, piastowała ona stanowisko kierownika dziennika do 1985 roku – to najdłużej zajmowane stanowisko redaktora naczelnego tego typu programu w całej Europie. 
Pierwsze wydanie Híradó w dniu 2 lipca 1957 roku (w tamtym czasie program nazywał się Képes Krónika) miało charakter telewizyjnej kroniki filmowej. W 1958 roku zmienił nazwę na obecną, i było nadawane kilka razy w tygodniu ze studia reporterskiego. Od 2 października 1961 roku program rozpoczyna się punktualnie o godzinie 19:30.
W kwietniu 1979 roku ukazało się pierwsze kolorowe wydanie programu. 
Po przemianach ustrojowych w 1989 roku, w przeciwieństwie od innych dzienników telewizyjnych w krajach bloku wschodniego program nie zmienił swojej nazwy i pod tą samą nazwą program jest emitowany do dziś. Tym samym jest jednym z najdłużej emitowanych programów informacyjnych w Europie nadawanym pod tą samą nazwą.